# 한번 더 이별
한번 더 이별은 2007년 10월 19일 발표된 성시경의 싱글 음반이다. 5집과 6집의 중간 5.5집의 성향이 강하며, 종전 5집 《The Ballads》와 마찬가지로 윤종신과 작업했다.

## 개요
2007년 5집의 연장선상으로 낸 성시경의 첫 디지털 싱글 음반이다. 윤종신이 작사 작곡을 맡은 '한번 더 이별'과 '아는 여자' 등이 들어 있다.

## 트랙리스트
1. 한번 더 이별 - 04:32
2. 아는 여자 - 04:05
3. 한번 더 이별 (Inst.) - 04:32
4. 아는 여자 - (Inst.) - 04:05